# Kerk van Edens
De kerk van Iens is een kerkgebouw in Iens in de Nederlandse provincie Friesland. De kerk is een rijksmonument.

## Beschrijving
De middeleeuwse kerk uit de 13e eeuw werd in 1874 grotendeels vernieuwd. Een stuk van de noordgevel van het schip bleef bewaard. De hervormde kerk is een eenbeukige met vijfzijdig gesloten koor. In de zadeldaktoren die in 1852 gedeeltelijk werd vernieuwd hangt nog een klok (1612) van klokkengieter Hendrik Wegewart. De tweede kleinere klok (1665) van Jurjen Balthasar werd in 1943 door de Duitse bezetter gevorderd.
De altaarsteen dateert uit 1350. De preekstoel en doophek werden in 1763 vervaardigd. Een orgel van Willem Hardorff uit 1860 werd in 1915 vervangen door een orgel van de firma Standaart. In 1976 werd het binnenwerk van het orgel verwijderd. Er wordt gebruikgemaakt van een elektronisch orgel van Heyligers.

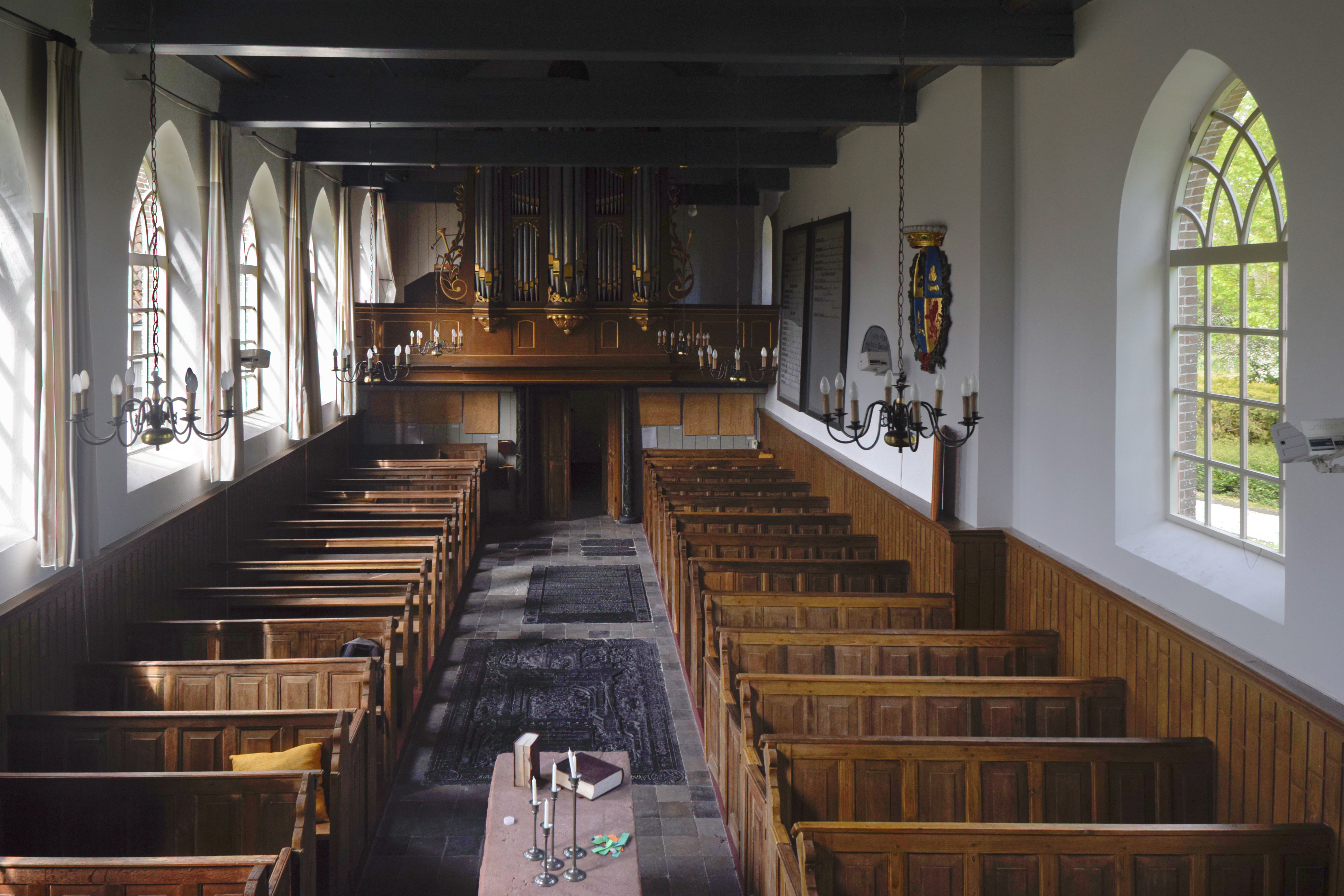
Interieur met orgel (2021)
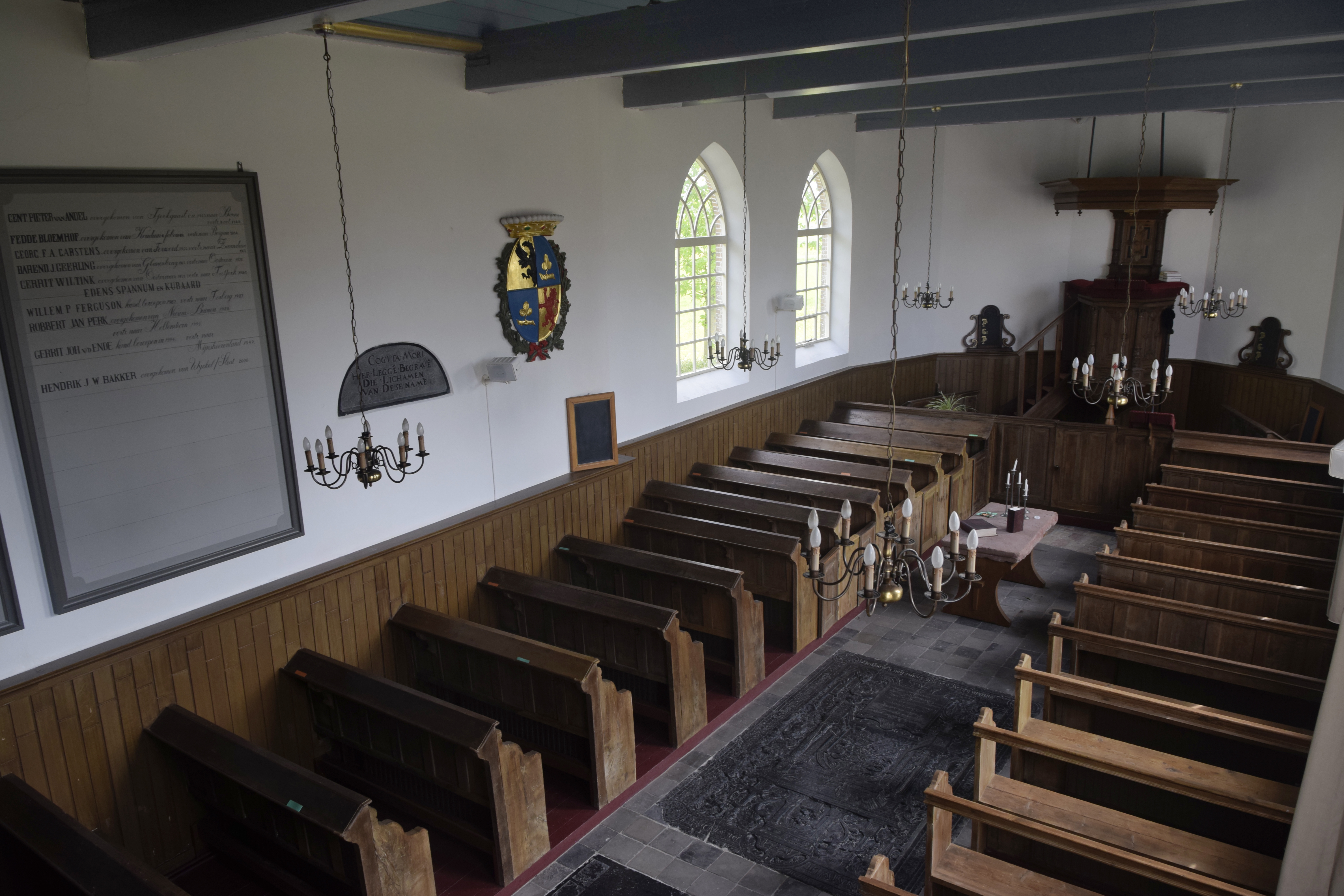
interieur met preekstoel

Na de restauratie in 1989 werd de kerk geopend door Elco Brinkman (minister van WVC).